# Viking Fotballklubb 1992
Questa pagina raccoglie i dati riguardanti il Viking Fotballklubb nelle competizioni ufficiali della stagione 1992.

## Stagione
Il Viking chiuse il campionato al nono posto finale. L'avventura in Coppa di Norvegia terminò invece in semifinale, con l'eliminazione per mano del Rosenborg. Nella Champions League 1992-1993, invece, la formazione norvegese non andò oltre i sedicesimi di finale, venendo eliminata dal Barcellona. I calciatori più utilizzati in campionato furono Lars Gaute Bø, Børre Meinseth, Roger Nilsen e Kenneth Storvik, con 22 presenze ciascuno: i primi tre giocarono anche tutte le partite stagionali, arrivando a un totale di 30 incontri disputati (devono esserne aggiunti 6 nella coppa nazionale e 2 in Champions League). I migliori marcatori in campionato furono Gunnar Aase ed Egil Fjetland, con 4 reti ciascuno. Se si includono le reti nella Coppa di Norvegia, Alf Kåre Tveit fu il capocannoniere assoluto con 8 reti.

## Rosa
| N. |                     | Ruolo | Calciatore          |
| -- | ------------------- | ----- | ------------------- |
|    | Norvegia (bandiera) | P     | Lars Gaute Bø       |
|    | Norvegia (bandiera) | P     | Vidar Geitle        |
|    | Norvegia (bandiera) | D     | Ingve Bøe           |
|    | Norvegia (bandiera) | D     | Kent Christiansen   |
|    | Norvegia (bandiera) | D     | Ulf Karlsen         |
|    | Norvegia (bandiera) | D     | Stian Larsen        |
|    | Norvegia (bandiera) | D     | Øyvind Mellemstrand |
|    | Norvegia (bandiera) | D     | Roger Nilsen        |
|    | Norvegia (bandiera) | D     | Leif Rune Salte     |
|    | Norvegia (bandiera) | D     | Endre Tangen        |
|    | Norvegia (bandiera) | C     | Gunnar Aase         |
|    | Norvegia (bandiera) | C     | Asle Andersen       |

| N. |                     | Ruolo | Calciatore             |
| -- | ------------------- | ----- | ---------------------- |
|    | Norvegia (bandiera) | C     | Colin Pritchard Davies |
|    | Norvegia (bandiera) | C     | Rune Gjerde            |
|    | Norvegia (bandiera) | C     | Gaute Johannessen      |
|    | Norvegia (bandiera) | C     | Børre Meinseth         |
|    | Norvegia (bandiera) | C     | Erik Pedersen          |
|    | Norvegia (bandiera) | C     | Børge Rannestad        |
|    | Norvegia (bandiera) | C     | Sander Solberg         |
|    | Norvegia (bandiera) | C     | Kenneth Storvik        |
|    | Norvegia (bandiera) | A     | Egil Fjetland          |
|    | Irlanda (bandiera)  | A     | Mike McCabe            |
|    | Norvegia (bandiera) | A     | Egil Østenstad         |
|    | Norvegia (bandiera) | A     | Alf Kåre Tveit         |

## Calciomercato

### Sessione invernale
| Acquisti | Acquisti        | Acquisti    | Acquisti   |
| R.       | Nome            | da          | Modalità   |
| -------- | --------------- | ----------- | ---------- |
| D        | Leif Rune Salte | Bryne       | definitivo |
| C        | Sander Solberg  | Fredrikstad | definitivo |

| Cessioni | Cessioni     | Cessioni | Cessioni   |
| R.       | Nome         | a        | Modalità   |
| -------- | ------------ | -------- | ---------- |
| D        | Morten Myhre |          | svincolato |

### Sessione estiva
| Acquisti | Acquisti | Acquisti | Acquisti |
| R.       | Nome     | da       | Modalità |
| -------- | -------- | -------- | -------- |

| Cessioni | Cessioni | Cessioni | Cessioni |
| R.       | Nome     | a        | Modalità |
| -------- | -------- | -------- | -------- |

## Risultati

### Eliteserien

#### Girone di andata
| Arbitro: | Pedersen |

|                        |           |            |
| Mjelde 2’ Nysæther 38’ | Marcatori | 70’ McCabe |

| Arbitro: | Aass |

|          |           |              |
| Aase 39’ | Marcatori | 62’ Strandli |

| Arbitro: | Thorp |

|                                      |           |           |
| J. Flo 41’ H. Flo 53’ Hopen 58’, 78’ | Marcatori | 67’ Tveit |

| Arbitro: | Hollung |

|                                       |           |              |
| Hansson 37’ Morley 45’ O. Stavrum 63’ | Marcatori | 25’ Meinseth |

| Arbitro: | Hauge (Bergen) |

|                  |           |               |
| Mellemstrand 83’ | Marcatori | 14’ Martinsen |

| Arbitro: | Halle (Molde) |

|                                           |           |                 |
| S. Amundsen 5’ Fladmark 57’ Agdestein 89’ | Marcatori | 7’ Mellemstrand |

| Stavanger 1º luglio 1992, ore ??:?? 7ª giornata | Viking | 0 – 0 referto | Tromsø | Stavanger Stadion (7.517 spett.)\| Arbitro: \| Nordby \| |
| Arbitro:                                        | Nordby |               |        |                                                          |

| Porsgrunn 14 giugno 1992, ore ??:?? 8ª giornata | Molde | 0 – 0 referto | Viking | Pors Stadion (2.473 spett.)\| Arbitro: \| Aass \| |
| Arbitro:                                        | Aass  |               |        |                                                   |

| Arbitro: | Halle (Molde) |

|           |           |  |
| Tveit 37’ | Marcatori |  |

| Arbitro: | Hollung |

|                          |           |                         |
| Wernersen 56’ Fornes 82’ | Marcatori | 3’ Mellemstrand 17’ Bøe |

| Arbitro: | Olsen (Kristiansand) |

|              |           |            |
| Meinseth 38’ | Marcatori | 8’ Belsvik |

#### Girone di ritorno
| Arbitro: | Kvam |

|  |           |                         |
|  | Marcatori | 9’ Schiller ?’ (aut.) ? |

| Arbitro: | Larsgård |

|             |           |            |
| Klausen 52’ | Marcatori | 65’ Nilsen |

| Arbitro: | Aass |

|                             |           |         |
| Østenstad 29’ Aase 62’, 79’ | Marcatori | 64’ Vie |

| Arbitro: | Olsen (Kristiansand) |

|              |           |              |
| Fjetland 63’ | Marcatori | 81’ Wassberg |

| Arbitro: | Pedersen |

|                               |           |              |
| Kaasa 61’, 89’ Sunde 76’, 77’ | Marcatori | 54’ Fjetland |

| Arbitro: | Halle (Molde) |

|  |           |                 |
|  | Marcatori | 38’ S. Amundsen |

| Arbitro: | Singsaas |

|          |           |  |
| Moen 21’ | Marcatori |  |

| Arbitro: | Nervik |

|                                                            |           |  |
| Fjetland 25’ Meinseth 55’ Storvik 85’ Aase 87’ Solberg 88’ | Marcatori |  |

| Arbitro: | Ditlefsen (Mo i Rana) |

|                                                      |           |                       |
| Skammelsrud 9’ Løken 22’ Sørloth 30’ Dahlum 72’, 87’ | Marcatori | 32’ Bøe 90’ Rannestad |

| Arbitro: | Nervik |

|                          |           |            |
| Fjetland 8’ Meinseth 35’ | Marcatori | 43’ Fornes |

| Hamar 18 ottobre 1992, ore ??:?? 22ª giornata | HamKam   | 0 – 0 referto | Viking | Briskeby Gressbane (2.375 spett.)\| Arbitro: \| Larsgård \| |
| Arbitro:                                      | Larsgård |               |        |                                                             |

### Coppa di Norvegia
|  | Klepp | 0 – 3 | Viking |  |

|  | Vard Haugesund | 0 – 4 | Viking |  |

|  | Viking | 1 – 0 | Os |  |

|  | Vålerengen | 1 – 3 | Viking |  |

|  | Viking | 2 – 0 | Mjøndalen |  |

| 6 settembre 1992                                               | Rosenborg | 2 – 1 (d.t.s.) referto | Viking |  |
| \| \| \| \| \| Sørloth 15’ Strand 116’ \| Marcatori \| ?’ ? \| |           |                        |        |  |
|                                                                |           |                        |        |  |
| Sørloth 15’ Strand 116’                                        | Marcatori | ?’ ?                   |        |  |

### Champions League
| Arbitro: | Hartman |

|         |           |  |
| Amor ?’ | Marcatori |  |

| Stavanger 30 settembre 1992, ore ??:?? Sedicesimi di finale - Ritorno | Viking   | 0 – 0 referto | Barcellona | Stavanger Stadion\| Arbitro: \| Ruokonen \| |
| Arbitro:                                                              | Ruokonen |               |            |                                             |

## Statistiche

### Statistiche di squadra
| Competizione      | Punti | In casa | In casa | In casa | In casa | In casa | In casa | In trasferta | In trasferta | In trasferta | In trasferta | In trasferta | In trasferta | Totale | Totale | Totale | Totale | Totale | Totale | DR  |
| Competizione      | Punti | G       | V       | N       | P       | Gf      | Gs      | G            | V            | N            | P            | Gf           | Gs           | G      | V      | N      | P      | Gf     | Gs     | DR  |
| ----------------- | ----- | ------- | ------- | ------- | ------- | ------- | ------- | ------------ | ------------ | ------------ | ------------ | ------------ | ------------ | ------ | ------ | ------ | ------ | ------ | ------ | --- |
| Eliteserien       | 21    | 11      | 4       | 5       | 2       | 15      | 9       | 11           | 0            | 4            | 7            | 10           | 25           | 22     | 4      | 9      | 9      | 25     | 34     | -9  |
| Coppa di Norvegia | -     | 2       | 2       | 0       | 0       | 3       | 0       | 4            | 3            | 0            | 1            | 11           | 2            | 6      | 5      | 0      | 1      | 14     | 2      | +12 |
| Champions League  | -     | 1       | 0       | 1       | 0       | 0       | 0       | 1            | 0            | 0            | 1            | 0            | 1            | 2      | 0      | 1      | 1      | 0      | 1      | -1  |
| Totale            | -     | 14      | 6       | 6       | 2       | 18      | 9       | 16           | 3            | 4            | 9            | 21           | 28           | 30     | 9      | 9      | 12     | 39     | 37     | +2  |

### Statistiche dei giocatori
| Giocatore       | Eliteserien | Eliteserien | Coppa di Norvegia | Coppa di Norvegia | Champions League | Champions League | Totale   | Totale |
| Giocatore       | Presenze    | Reti        | Presenze          | Reti              | Presenze         | Reti             | Presenze | Reti   |
| --------------- | ----------- | ----------- | ----------------- | ----------------- | ---------------- | ---------------- | -------- | ------ |
| G. Aase         | 15          | 4           | 3                 | 0                 | 0                | 0                | 18       | 4      |
| A. Andersen     | 2           | 0           | 0                 | 0                 | 0                | 0                | 2        | 0      |
| L. Bø           | 22          | 0           | 6                 | 0                 | 2                | 0                | 30       | 0      |
| I. Bøe          | 20          | 2           | 6                 | 1                 | 2                | 0                | 28       | 3      |
| K. Christiansen | 13          | 0           | 4                 | 0                 | 0                | 0                | 17       | 0      |
| C. Davies       | 1           | 0           | 0                 | 0                 | 0                | 0                | 1        | 0      |
| E. Fjetland     | 11          | 4           | 3                 | 1                 | 2                | 0                | 16       | 5      |
| V. Geitle       | 0           | 0           | 0                 | 0                 | 0                | 0                | 0        | 0      |
| R. Gjerde       | 6           | 0           | 2                 | 1                 | 1                | 0                | 9        | 1      |
| G. Johannessen  | 3           | 0           | 1                 | 0                 | 0                | 0                | 4        | 0      |
| U. Karlsen      | 16          | 0           | 3                 | 0                 | 2                | 0                | 21       | 0      |
| S. Larsen       | 6           | 0           | 2                 | 0                 | 0                | 0                | 8        | 0      |
| M. McCabe       | 4           | 1           | 2                 | 0                 | 0                | 0                | 6        | 1      |
| B. Meinseth     | 22          | 3           | 6                 | 2                 | 2                | 0                | 30       | 5      |
| Ø. Mellemstrand | 13          | 3           | 5                 | 0                 | 2                | 0                | 20       | 3      |
| R. Nilsen       | 22          | 1           | 6                 | 0                 | 2                | 0                | 30       | 1      |
| E. Østenstad    | 20          | 1           | 5                 | 2                 | 2                | 0                | 27       | 3      |
| E. Pedersen     | 20          | 0           | 6                 | 0                 | 2                | 0                | 28       | 0      |
| B. Rannestad    | 1           | 1           | 0                 | 0                 | 1                | 0                | 2        | 1      |
| L. Salte        | 2           | 0           | 1                 | 0                 | 1                | 0                | 4        | 0      |
| S. Solberg      | 21          | 1           | 5                 | 2                 | 2                | 0                | 28       | 3      |
| K. Storvik      | 22          | 1           | 5                 | 0                 | 2                | 0                | 29       | 1      |
| E. Tangen       | 0           | 0           | 0                 | 0                 | 0                | 0                | 0        | 0      |
| A. Tveit        | 15          | 3           | 4                 | 5                 | 1                | 0                | 20       | 8      |